# Souad Lyagoubi
Souad Lyagoubi, née le 9 octobre 1938 à M'saken, est une médecin et femme politique tunisienne.
Ministre de la Santé de 1983 à 1988, elle dirige aussi des discussions techniques à l'Organisation mondiale de la santé.

## Biographie
Lors de la création de la faculté de médecine de Sousse en 1974, elle prend le poste de doyenne, qu'elle occupe jusqu'en 1982. En 1984, elle est nommée ministre de la Santé au sein du gouvernement de Mohamed Mzali. Elle reste en place sous les gouvernements Sfar, Ben Ali et Baccouche I, avant d'être remplacée par Saâdeddine Zmerli dans le gouvernement Baccouche II.
Le 8 mars 1988, elle est élue correspondante de l'Académie nationale de médecine au sein de la troisième section (sciences biologiques),.
Elle est présidente générale des discussions techniques organisées par l'Assemblée mondiale de la santé en 1992.